# Rodolfo Beltrán Bravo
Rodolfo Luis Beltrán Bravo (Lima, 14 de agosto de 1948) es un arquitecto y político peruano. Fue ministro de la Presidencia durante el primer gobierno de Alan García.

## Biografía
Estudió Arquitectura en la Universidad de Texas A&M. En esa Universidad participó en el Equipo de Natación y fue incluido como All Time Lettermen, así como Alumno Distinguido y miembro del Cuerpo de Cadetes D&C -Squadron 14.
Fue director del Banco Central de Reserva del Perú (1989), director ejecutivo del Instituto de Comercio Exterior ICE (1989), Agregado Comercial del Perú en Venezuela y el Caribe (1987-1989), 

### Ministro de la Presidencia
El 30 de setiembre de 1989, el entonces presidente Alan García lo designó como ministro de la Presidencia y se mantuvo en el cargo hasta el final del primer gobierno aprista el 28 de julio de 1990.
Fue Director Ejecitivo de PRONAMACHCS / AGRORURAL - Programa Nacional de desarrollo Rural del Ministerio de Agricultura (2006 a 2011) y Vicepresidente del Banco Agrario (2008-2011).
En la actualidad se desempeña en la Actividad Privada. Es Fundador de Ecoarki SAC, organización de Arquitectura Sostenible con Asociados en Perú, Brasil y el Reino Unido, dedicada a la Gestión de Innovación, Soluciones Verdes y Desarrollo Sostenible. Especializado en el área de Gerencia, Logística y Supervisión de Proyectos. Fue coordinador del Programa "ADOPTA UN ANDEN" (Terrazas Agrícolas) de APEGA, Sociedad Peruana de Gastronomía.  
En el año 2011, recibió en Londres el 6th International Green Award por su participación en la Campaña de Forestación de 240 Millones de Árboles.  Es autor del Libro "Cuatro Años más cerca del Cielo" " Four Years Closer to Heaven (AMAZON) que resume sus experiencias en la lucha contra la pobreza y preservación del Medio Ambiente en las zonas Rurales del Perú. 
Es Director de la Comisión del Medio Ambiente de la Cámara de Comercio de Lima CCL y miembro-Fundador del Instituto Nacional de Moringa de Perú.